# Juan Arza
Juan Arza Iñigo, né à Estella-Lizarra le 12 juin 1923 et mort à Séville le 17 juillet 2011, est un joueur et entraîneur de football espagnol.

## Biographie
Le premier club d'Arza est le CD Izarra, localisé dans sa ville natale. Il part ensuite jouer au Deportivo Alavés, puis signe plus tard pour le CD Málaga, où il ne reste qu'une seule saison. 
Sa plus grande période dans un club est celle passée au Séville FC. Durant la saison de Liga 1954–55, il devient le meilleur buteur du championnat avec 28 buts durant la saison. Il quitte Séville pour jouer à Almeria en 1959, et prend sa retraite une saison plus tard.
Arza a en tout joué deux matchs internationaux avec l'équipe d'Espagne de football entre 1947 et 1952.
Il meurt le 17 juillet 2011 à Séville, des suites d'une longue maladie.

## Palmarès
Séville FC
- Championnat d'Espagne : 1945–46
- Coupe d'Espagne : 1947–48
- Meilleur buteur du championnat d'Espagne (Pichichi) : 1954–55